# Cristian Pinales
Cristian Javier Pinales (La Romana, 2 de novembro de 2000) é um pugilista dominicano.

## Carreira
Nos Jogos Pan-Americanos de 2023 em Santiago, perdeu para Wanderley Pereira na segunda luta. Ele se classificou para os Jogos Olímpicos de Verão de 2024. Ele chegou às semifinais depois de derrotar Tuohetaerbieke Tanglatihan e depois Gabrijel Veočić. No entanto, ele perdeu para Nurbek Oralbay do Cazaquistão na semifinal e assim ganhou a medalha de bronze na categoria de peso meio-pesado (até 80 kg).